# Преобразования Галилея
Преобразова́ния Галиле́я — в классической механике (механике Ньютона) и нерелятивистской квантовой механике: преобразования координат и скорости материальной точки при переходе в описании её движения от одной инерциальной системы отсчёта (ИСО) к другой. Термин был предложен Филиппом Франком в 1909 году в честь Галилео Галилея. Преобразования Галилея опираются на принцип относительности Галилея, который подразумевает одинаковость времени во всех системах отсчёта («абсолютное время»).
Преобразования Галилея являются предельным случаем преобразований Лоренца для скоростей (самой точки и относительного перемещения систем) малых по сравнению со скоростью света в вакууме {\displaystyle c} и в ограниченном объёме пространства. Для скоростей вплоть до величин порядка скоростей движения планет (и даже бо́льших) преобразования Галилея верны с очень высокой точностью.
- Требование (постулат) принципа относительности вместе с преобразованиями Галилея, представляющимися достаточно интуитивно очевидными, можно считать во многом определяющим структуру ньютоновской механики. Вместе же с такими дополнительными идеями, как симметрия пространства и принцип суперпозиции в том или ином виде (утверждающий эквивалентность взаимодействия многих тел в малый промежуток времени композиции воображаемых последовательных попарных взаимодействий этих тел), преобразования Галилея могут быть практически достаточным основанием для формулировки ньютоновской механики (вывода её основных законов).

## Вид преобразований при коллинеарных осях
Если ИСО S' движется относительно ИСО S с постоянной скоростью {\displaystyle u} вдоль оси {\displaystyle x}, а начала координат этих ИСО совпадают в начальный момент времени обеих систем, то преобразования Галилея имеют вид:
{\displaystyle x=x'+ut,\ }
{\displaystyle {y}=y',\ }
{\displaystyle {z}=z',\ }
{\displaystyle t=t'\ }
или, с использованием векторных обозначений,
{\displaystyle {\vec {r}}={\vec {r}}'+{\vec {u}}t,\ }
{\displaystyle t=t'\ }
(последние формулы остаются верными для любого направления осей координат). Здесь обозначения величин со штрихами относятся к системе S', а без штрихов — к S.
- Фактически формулы описывают сдвиг начала координат, линейно зависящий от времени, подразумеваемого одинаковым для всех систем отсчёта.

Из этих преобразований следуют соотношения между скоростями движения точки и её ускорениями в обеих системах отсчёта:
{\displaystyle {\vec {v}}={\vec {v}}'+{\vec {u}},}
{\displaystyle {\vec {a}}={\vec {a}}'}
- Преобразования Галилея являются предельным (частным) случаем преобразований Лоренца для малых скоростей {\displaystyle |{\vec {u}}|\ll c}, {\displaystyle |{\vec {v}}|\ll c} (точнее, второе требование выглядит как {\displaystyle |{\vec {v}}_{\parallel }|\ll c}, где {\displaystyle {\vec {v}}_{\parallel }} — параллельная {\displaystyle {\vec {u}}} компонента скорости[d]).

## Группа Галилея
Группой Галилея называется совокупность преобразований класса инерциальных систем отсчёта 
в себя, объединённая с временными трансляциями. Основные преобразования группы Галилея также являются группами:
- Трансляции времени, соответствующие изменению начала отсчёта времени: {\displaystyle P_{0}:t\rightarrow t'=t+\tau ,\mathbf {x} \rightarrow \mathbf {x'} =\mathbf {x} }
- Трансляции пространства, соответствующие изменению начала отсчёта координат: {\displaystyle P_{3}:t\rightarrow t'=t,\mathbf {x} \rightarrow \mathbf {x'} =\mathbf {x} +\mathbf {a} }
- Преобразования Галилея, связывающие системы отсчёта, движущиеся с относительной скоростью {\displaystyle \mathbf {v} }:{\displaystyle K:t\rightarrow t'=t,x_{k}\rightarrow x_{k}'=-v_{k}t+x_{k}}
- Поворот декартовых осей:{\displaystyle R:t\rightarrow t'=t,x_{k}\rightarrow x_{k}'=R_{kl}x_{l}}. Образуют специальную ортогональную группу трёхмерного пространства {\displaystyle SO(3)}.

Здесь {\displaystyle t} — время, {\displaystyle \mathbf {x} } — координаты в евклидовом пространстве {\displaystyle R^{3}}, {\displaystyle \mathbf {v} } — относительная скорость систем отсчёта, {\displaystyle R} — ортогональная матрица.

### Генераторы группы Галилея
Обозначим как {\displaystyle l_{k}} генераторы группы вращений, {\displaystyle P_{\mu },\mu =0,1,2,3} — генераторы пространственно-временных трансляций, {\displaystyle K_{i},i=1,2,3} — генераторы преобразований Галилея, символ {\displaystyle [...,...]} — коммутатор алгебры Ли. Генераторы группы Галилея связаны следующими коммутационными соотношениями:
{\displaystyle [l_{k},l_{m}]=\varepsilon _{kmn}l_{n}}
{\displaystyle [l_{k},P_{m}]=\varepsilon _{kmn}P_{n}}
{\displaystyle [l_{k},K_{m}]=\varepsilon _{kmn}K_{n}}
{\displaystyle [l_{k},P_{0}]=[P_{\mu },P_{\nu }]=[K_{m},K_{n}]=[P_{m},K_{n}]=0}
{\displaystyle [P_{0},K_{m}]=P_{m}}
здесь: {\displaystyle k,m,n=1,2,3;\mu ,\nu =0,1,2,3}, {\displaystyle \varepsilon _{kmn}} — структурные константы алгебры {\displaystyle \sigma } — матриц.

## Формула преобразования скоростей
Достаточно продифференцировать {\displaystyle {\vec {r}}} в формуле преобразований Галилея, приведённой выше, и сразу же получится приведённая в том же параграфе рядом формула преобразования скорости.
Приведём более элементарный, но и более общий вывод — для случая произвольного движения начала отсчёта одной системы относительно другой (при отсутствии вращения). Для такого более общего случая, можно получить формулу преобразования скоростей, например, так.
Рассмотрим преобразование произвольного сдвига начала отсчёта на вектор {\displaystyle {\vec {r}}_{o}}, где радиус-вектор какого-то тела в системе отсчёта S обозначим через {\displaystyle {\vec {r}}}, а в системе отсчёта S' — через {\displaystyle {\vec {r}}'}, подразумевая, как всегда в классической механике, что время {\displaystyle t} в обеих системах отсчёта одно и то же, а все радиус-векторы зависят от этого времени: {\displaystyle {\vec {r}}_{o}={\vec {r}}_{o}(t),{\vec {r}}={\vec {r}}(t),{\vec {r}}'={\vec {r}}'(t)}.
Тогда в любой момент времени
{\displaystyle {\vec {r}}={\vec {r}}_{o}+{\vec {r}}'}
и, в частности, учитывая
{\displaystyle \Delta {\vec {r}}={\vec {r}}(t+\Delta t)-{\vec {r}}(t),~\Delta {\vec {r}}_{o}={\vec {r}}_{o}(t+\Delta t)-{\vec {r}}_{o}(t),~\Delta {\vec {r}}'={\vec {r}}'(t+\Delta t)-{\vec {r}}'(t)},
имеем:
{\displaystyle {\begin{matrix}{\vec {r}}(t)={\vec {r}}_{o}(t)+{\vec {r}}'(t)\\{\vec {r}}(t+\Delta t)={\vec {r}}_{o}(t+\Delta t)+{\vec {r}}'(t+\Delta t)\end{matrix}}{\Bigg \}}\quad \Rightarrow \quad \Delta {\vec {r}}=\Delta {\vec {r}}_{o}+\Delta {\vec {r}}'\quad \Rightarrow \quad {\frac {\Delta {\vec {r}}}{\Delta t}}={\frac {\Delta {\vec {r}}_{o}}{\Delta t}}+{\frac {\Delta {\vec {r}}'}{\Delta t}}}
{\displaystyle \Rightarrow \quad \langle {\vec {v}}\rangle =\langle {\vec {v}}_{o}\rangle +\langle {\vec {v}}'\rangle },
где {\displaystyle \langle {\vec {v}}\rangle } — средняя скорость тела относительно системы S; {\displaystyle \langle {\vec {v}}'\rangle } — средняя скорость тела относительно системы S'; {\displaystyle \langle {\vec {v}}_{o}\rangle } — средняя скорость системы S' относительно системы S.
Если {\displaystyle \Delta t\rightarrow 0}, то средние скорости совпадают с мгновенными:
{\displaystyle {\vec {v}}\;=\lim _{\Delta t\rightarrow 0}\;\left(\langle {\vec {v}}_{o}\rangle +\langle {\vec {v}}'\rangle \right)={\vec {v}}_{o}+{\vec {v}}'}
или, короче,
{\displaystyle {\vec {v}}\;={\vec {v}}_{o}+{\vec {v}}'}
— как для средних, так и для мгновенных скоростей (формула сложения скоростей).
Таким образом, скорость тела относительно неподвижной системы координат равна векторной сумме скорости тела относительно движущейся системы координат и скорости системы отсчёта относительно неподвижной системы отсчёта.
Аналогично можно получить формулу преобразования ускорений при переходе из одной системы координат в другую, верную при условии, что движение систем друг относительно друга равноускоренное и поступательное: 
{\displaystyle {\vec {a}}={\vec {a}}'+{\vec {a}}_{o}}.

## Преобразования Галилея в нерелятивистской квантовой механике
Уравнение Шрёдингера в нерелятивистской квантовой механике инвариантно относительно преобразований Галилея. Из этого факта вытекает ряд важных следствий: существование ряда операторов квантовой механики, связанных с преобразованиями Галилея (группа Шрёдингера), невозможность описания состояний со спектром масс или нестабильные элементарные частицы в нерелятивистской квантовой механике (теорема Баргмана), существование квантовомеханических инвариантов, порождаемых преобразованиями Галилея.

## Комментарии
1. ↑  Являясь чисто кинематическими, преобразования Галилея применимы и к неинерциальным системам отсчёта — но лишь при условии их равномерного прямолинейного поступательного движения друг относительно друга — что ограничивает их важность в таких случаях. Вместе с привилегированной ролью инерциальных систем отсчёта, этот факт приводит к тому, что в подавляющем числе случаев о преобразованиях Галилея говорят именно в связи с последними.
2. ↑  От абсолютного времени физике, вообще говоря, пришлось отказаться в начале ХХ-го века — ради сохранения принципа относительности в его сильной формулировке, подразумевающей требование одинаковости записи всех фундаментальных уравнений физики в любой (инерциальной; а позднее принцип относительности был распространён и на неинерциальные) системе отсчёта.
3. ↑  Принципиальный интерес с точки зрения физики представляет собой лишь случай, когда оси координат (если вообще используется координатное представление; к символической векторной форме записи этот вопрос можно считать не имеющим отношения) инерциальных систем, между которыми производится преобразование, направлены одинаково. В принципе они могут быть направлены и по-разному, но преобразования такого сорта представляют с физической точки зрения лишь технический интерес, так как сводятся к композиции преобразования с сонаправленными осями, рассмотренного в данной статье, и фиксированного (не зависящего от времени) поворота осей координат, представляющего чисто геометрическую задачу, к тому же в принципе несложную. Поворот же осей, зависящий от времени, означал бы вращение координатных систем друг относительно друга, и по крайней мере одна из них не могла бы тогда быть инерциальной.
4. ↑  Cуть требования малости скоростей обсуждается, например, в лекции Архивная копия от 21 апреля 2024 на Wayback Machine, там см. ф-лу (9) и пояснения после неё (только в той лекции, в отличие от данной статьи, относительная скорость систем обозначается {\displaystyle v}, а скорость частицы {\displaystyle u} со штрихом или без штриха).